# オフィス・ヘンミ
オフィス・ヘンミ（株式会社オフィス・ヘンミ・クリエイティブ）は、日本の制作プロダクション会社である。

## 概要
1980年に松下電器産業(現・パナソニック)から独立した逸見稔によって設立された。
イベントの企画やコマーシャルの企画・製作を主な業務としていた。
1981年頃からテレビドラマの製作に着手、創作集団「葉村彰子」による作品や『ナショナル劇場』枠の時代劇のバックアップを手掛けた。
逸見の死去後も会社は存続していたが、2012年、古くからの所属スタッフである中村和則が新規法人「株式会社オフィス・ヘンミ・クリエイティブ」を設立し、制作部門を当該会社に継承している。
テレビ番組の企画制作のほか、2014年からはオペレッタ公演団体「東京オペレッタ劇場」のマネジメントを請け負っている。

## これまでの作品

### テレビドラマ
- 水戸黄門 第11部 - 第43部（1980年 - 2011年、TBS / C.A.L）
- 玉ねぎむいたら… （1981年、TBS）
- 俺はご先祖さま （1981年、NTV）
- 清水次郎長 勢揃い清水港 （1981年、CX）
- はらぺこ同志 （1982年、TBS）
- 女7人あつまれば （1982年、TBS）
- 天下御免の頑固おやじ 大久保彦左衛門 （1982年、TBS）
- シンデレラの財布 （1984年、TBS）
- その時、妻は（1984年、TBS）
- その時、妻はⅡ（1985年、TBS）
- 花の女子校 聖カトレア学園（1985年、TX）
- ガンコおやじに敬礼! （1985年、TBS）
- 深川通り魔殺人事件（1986年、ANB）
- おやじのヒゲシリーズ（1986年 - 1996年、TBS）
- 愛の激流 （1987年、TBS）
- あぶない少年 （1987年、TX）
- サラリーマン忠臣蔵 華麗なる復讐 （1989年、ANB）
- ウルトラマンをつくった男たち 星の林に月の舟 （1989年、TBS）
- おめでた （1989年、TBS）
- うらぎり （1989年、TBS）
- おむこさん（1990年、TBS）
- 女忍かげろう組 （1990年、NTV）
- 遊の人‐天下の御意見番 大久保彦左衛門‐（1991年、TBS）
- 兄貴に乾杯! （1991年、TBS）
- 夫のいない4日間 （1991年、TBS）
- 社長になった若大将 （1992年、TBS）
- 夏の嵐! （1992年、TBS）
- 事件 （1993年からシリーズ化、（ANB）
- 一色京太郎事件ノート （1995年、TBS）

### トーク・料理番組
- 森繁対談・日曜日のお客様（1982年、毎日放送）
- 大山のぶ代の料理朝一番（1980年代、TBS）